# Hainusjärvi
Hainusjärvi är en sjö i Finland. Den ligger i kommunen Fredrikshamn i landskapet Kymmenedalen, i den södra delen av landet, 150 km nordost om huvudstaden Helsingfors. Hainusjärvi ligger 53,9 meter över havet. I omgivningarna runt Hainusjärvi växer i huvudsak barrskog. Arean är 78 hektar och strandlinjen är 7,05 kilometer lång. Sjön  ingår i Vehkajokis huvudavrinningsområde. 